# Colac Otway Shire
Koordinaten: 38° 20′ S, 143° 55′ O

Das Colac Otway Shire ist ein lokales Verwaltungsgebiet (LGA) im australischen Bundesstaat Victoria. Das Gebiet ist 3437,5 km² groß und hat etwa 21.000 Einwohner.
Colac Otway liegt an der Südküste Victorias etwa 150 km westlich der Hauptstadt Melbourne und schließt folgende Ortschaften ein: Cressy, Beeac, Pirron Yallock, Colac, Birregurra, Forrest, Gellibrand, Lavers Hill, Wye River und Apollo Bay. Der Sitz des City Councils befindet sich in Colac im Zentrum der LGA, wo etwa 11.900 Einwohner leben.
Das Shire ist vor allem landwirtschaftlich geprägt und lebt unter anderem von der Milchwirtschaft. Der Boden vulkanischen Ursprungs und das regenreiche Klima machen die Region sehr ertragreich.
Daneben spielt auch der Tourismus eine große Rolle. Im Norden befindet sich eine ebene Seenlandschaft aus ehemaligen Vulkankratern, den Süden formen die bewaldeten Otway Ranges mit ihren zahlreichen Wasserfällen. Und die Küste ist Teil der Great Ocean Road und des Great Ocean Walk. Vom Otway-Kap, dem südlichsten Punkt des Shires bis zum westlich davon gelegenen Moonlight Head erstreckt sich die Shipwreck Coast, ein etwa 130 km langer gefährlicher Küstenstreifen, dem im 19. und frühen 20. Jahrhundert etwa 80 Schiffe zum Opfer gefallen sein sollen.

## Verwaltung
Der Colac Otway Shire Council hat sieben Mitglieder, die von den Bewohnern der vier Wards gewählt werden. Je ein Councillor kommt aus dem Murray und dem Warrion Ward, zwei kommen aus dem Otway und drei aus dem Colac Ward. Aus dem Kreis der Councillor rekrutiert sich auch der Mayor (Bürgermeister) des Councils.